# Klaus Hardraht

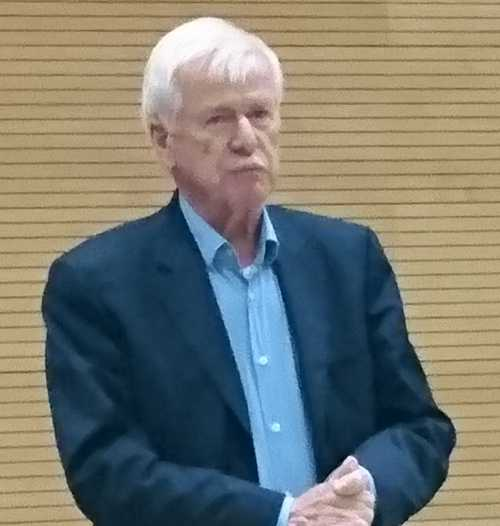
Klaus Hardraht, 2018

Klaus Hardraht (* 20. Dezember 1941 in Dresden) ist ein deutscher Jurist und Politiker (parteilos, später CDU).

## Leben und Beruf
Hardraht wurde 1941 in Dresden geboren und wuchs nach der deutschen Teilung ab 1946 in Hamburg und Berlin auf. Nach seinem Abitur 1961 studierte er an den Universitäten in Würzburg, Lausanne, Straßburg und Coimbra Jura und Philosophie. Zwischen 1965 und 1969 arbeitete er als wissenschaftlicher Assistent an der Universität Würzburg und 1969 als Berater der Rechtsabteilung des Europarates in Straßburg, bevor er 1970 in den Hamburger Justizdienst eintrat, wo er als Richter am Landgericht und Referent der Hamburger Justizbehörde tätig war.
1979 wurde Hardraht zum Richter am Oberverwaltungsgericht Hamburg und 1981 zum Vorsitzenden Richter am Verwaltungsgericht Hamburg berufen. 1982 wechselte er als Leiter des Amtes für allgemeine Verwaltung in die Hamburger Justizbehörde. Nach der deutschen Wiedervereinigung und Neugründung des Freistaates Sachsen wurde er am 1. Dezember 1990 als Leiter der Abteilung für allgemeine Verwaltung in das Sächsische Staatsministerium der Justiz abgeordnet und im August 1992 zum Staatssekretär des Justizministers Steffen Heitmann ernannt. Im Dezember 1993 wurde Stefan Franke sein Nachfolger.

## Politik
Nach der Wahl zur 15. Hamburgischen Bürgerschaft vom 19. September 1993 kam es zu einer Koalition von SPD und der erstmals in der Bürgerschaft vertretenen Statt Partei. Hardraht wurde am 15. Dezember 1993 als einer der drei von der Statt Partei vorgeschlagenen parteilosen Kandidaten in den Senat der Freien und Hansestadt Hamburg gewählt. Er übernahm die Leitung der Justizbehörde. Am 31. August 1995 schied er aus dem Senat aus. Sein Nachfolger als Justizsenator wurde der ebenfalls parteilose Wolfgang Hoffmann-Riem.
Nach der Entlassung des Innenministers Heinz Eggert (CDU) am 10. Juli 1995 ernannte der Sächsische Ministerpräsident Kurt Biedenkopf (CDU) Hardraht am 1. September 1995 zum Sächsischen Staatsminister des Innern. Dieses Amt behielt Hardraht auch nach 1999 in der dritten von Kurt Biedenkopf gebildeten Staatsregierung. Hardraht war zu Beginn seiner Ministertätigkeit in Sachsen noch parteilos, trat aber später in die CDU ein.
Mit dem Rücktritt Biedenkopfs vom Amt des Ministerpräsidenten am 17. April 2002 endete auch die Amtszeit von Hardraht als Staatsminister. Er führte sein Amt bis zum Amtsantritt der neuen Sächsischen Staatsregierung von Ministerpräsident Georg Milbradt (CDU) am 2. Mai 2002 geschäftsführend weiter. Neuer Staatsminister des Innern wurde Horst Rasch (CDU).
Dem Bundesrat gehörte Hardraht als Mitglied des Hamburger Senats vom 15. Dezember 1993 bis zum 31. August 1995 und als Mitglied der Sächsischen Staatsregierung vom 12. September 1995 bis zum 2. Mai 2002 jeweils als stellvertretendes Mitglied an. In seiner Eigenschaft als Justizsenator wurde er am 4. Februar 1994 zum Vorsitzenden des Rechtsausschusses des Bundesrates gewählt.

## Spätere Jahre
Nach dem Ende seiner politischen Karriere arbeitete Hardraht als Rechtsanwalt. Von 2004 bis 2014 amtierte er in der Nachfolge von Michael Antoni als Präsident der Sächsischen Verwaltungs- und Wirtschafts-Akademie e. V.